# The Beggar of Cawnpore
The Beggar of Cawnpore er en amerikansk stumfilm fra 1916 af Charles Swickard.

## Medvirkende
- H.B. Warner som Dr. Robert Lowndes.
- Lola May som Betty Archer.
- Wyndham Standing som Guy Douglas.
- Alfred Hollingsworth som Mulhar Rao.
- Harold Entwistle som Archer.